# Dyomyx psectrocera
Dyomyx psectrocera är en fjärilsart som beskrevs av George Francis Hampson 1924. Dyomyx psectrocera ingår i släktet Dyomyx och familjen nattflyn. Inga underarter finns listade i Catalogue of Life.